# Карл Фішер (генерал, 1876)
Карл Фішер (нім. Karl Fischer; 21 вересня 1876, Нюрнберг — 4 грудня 1957, Юнген) — німецький офіцер, генерал-майор вермахту.

## Біографія
13 липня 1895 року вступив в Баварську армію. Учасник Першої світової війни. Після демобілізації армії залишений в рейхсвері. 31 березня 1927 року звільнений у відставку. Наступного дня повернувся в армію як цивільний службовець і призначений консультантом, 10 липня 1933 року — директором з благоустрою в 7-му військовому окрузі. З 1 жовтня 1933 року — офіцер земельної оборони, з 5 березня 1935 року — служби комплектування. З 1 жовтня 1939 року — директор відділу благоустрою і командир служби постачання 7-го військового округу. 20 квітня 1941 року зарахований на дійсну службу. З 1 квітня 1942 року — офіцер для особливих доручень головнокомандувача сухопутних військ в Генштабі 7-го військового округу. 31липня 1942 року звільнений у відставку.

## Звання
- Фанен-юнкер (13 липня 1895)
- Фенріх (18 січня 1896)
- Другий лейтенант (3 березня 1897)
- Лейтенант (1 січня 1899)
- Оберлейтенант (23 червня 1907)
- Гауптман (28 жовтня 1912)
- Майор (17 січня 1917)
- Оберстлейтенант (1 лютого 1923)
- Оберст запасу (31 березня 1927)
- Оберст служби комплектування (5 березня 1935)
- Генерал-майор (1 квітня 1941)

## Нагороди
- Медаль принца-регента Луїтпольда (12 березня 1905)
- Орден «За військові заслуги» (Баварія)
  - 4-го класу (30 серпня 1913)
  - 4-го класу з мечами (5 листопада 1914)
- Залізний хрест
  - 2-го класу (17 вересня 1914)
  - 1-го класу (8 квітня 1917)
- Галліполійська зірка (Османська імперія; 3 лютого 1917)
- Срібна медаль «Ліакат» з шаблями (Османська імперія; 25 травня 1917)
- Хрест «За вислугу років» (Баварія) 2-го класу (24 роки; 11 липня 1917)
- Нагрудний знак «За поранення» в чорному (24 квітня 1918)
- Почесний хрест ветерана війни з мечами (січень 1935)
- Медаль «За вислугу років у Вермахті»
  - 4-го, 3-го, 2-го і 1-го класу (25 років; 2 жовтня 1936) — отримав 4 нагороди одночасно.
  - особливого класу (40 років; 10 жовтня 1939)
- Хрест Воєнних заслуг
  - 2-го класу з мечами (20 січня 1941)
  - 1-го класу з мечами (24 липня 1942)